# Ocilla
Ocilla és una població dels Estats Units a l'estat de Geòrgia. Segons el cens del 2000 tenia 3.270 habitants.

## Demografia
Segons el cens del 2000, Ocilla tenia 3.270 habitants, 1.099 habitatges, i 762 famílies. La densitat de població era de 487,5 habitants/km².
Dels 1.099 habitatges en un 36,9% hi vivien nens de menys de 18 anys, en un 38,3% hi vivien parelles casades, en un 27,2% dones solteres, i en un 30,6% no eren unitats familiars. En el 28,1% dels habitatges hi vivien persones soles el 14,6% de les quals corresponia a persones de 65 anys o més que vivien soles. El nombre mitjà de persones vivint en cada habitatge era de 2,64 i el nombre mitjà de persones que vivien en cada família era de 3,22.
Per edats la població es repartia de la següent manera: un 35% tenia menys de 18 anys, un 9,4% entre 18 i 24, un 22,3% entre 25 i 44, un 17,5% de 45 a 60 i un 15,8% 65 anys o més.
L'edat mediana era de 31 anys. Per cada 100 dones de 18 o més anys hi havia 73,1 homes.
La renda mediana per habitatge era de 22.332 $ i la renda mediana per família de 27.411 $. Els homes tenien una renda mediana de 26.711 $ mentre que les dones 18.594 $. La renda per capita de la població era de 10.573 $. Entorn del 27,4% de les famílies i el 33,1% de la població estaven per davall del llindar de pobresa.

## Poblacions més properes
El següent diagrama mostra les poblacions més properes.